# Christ König (Köln)

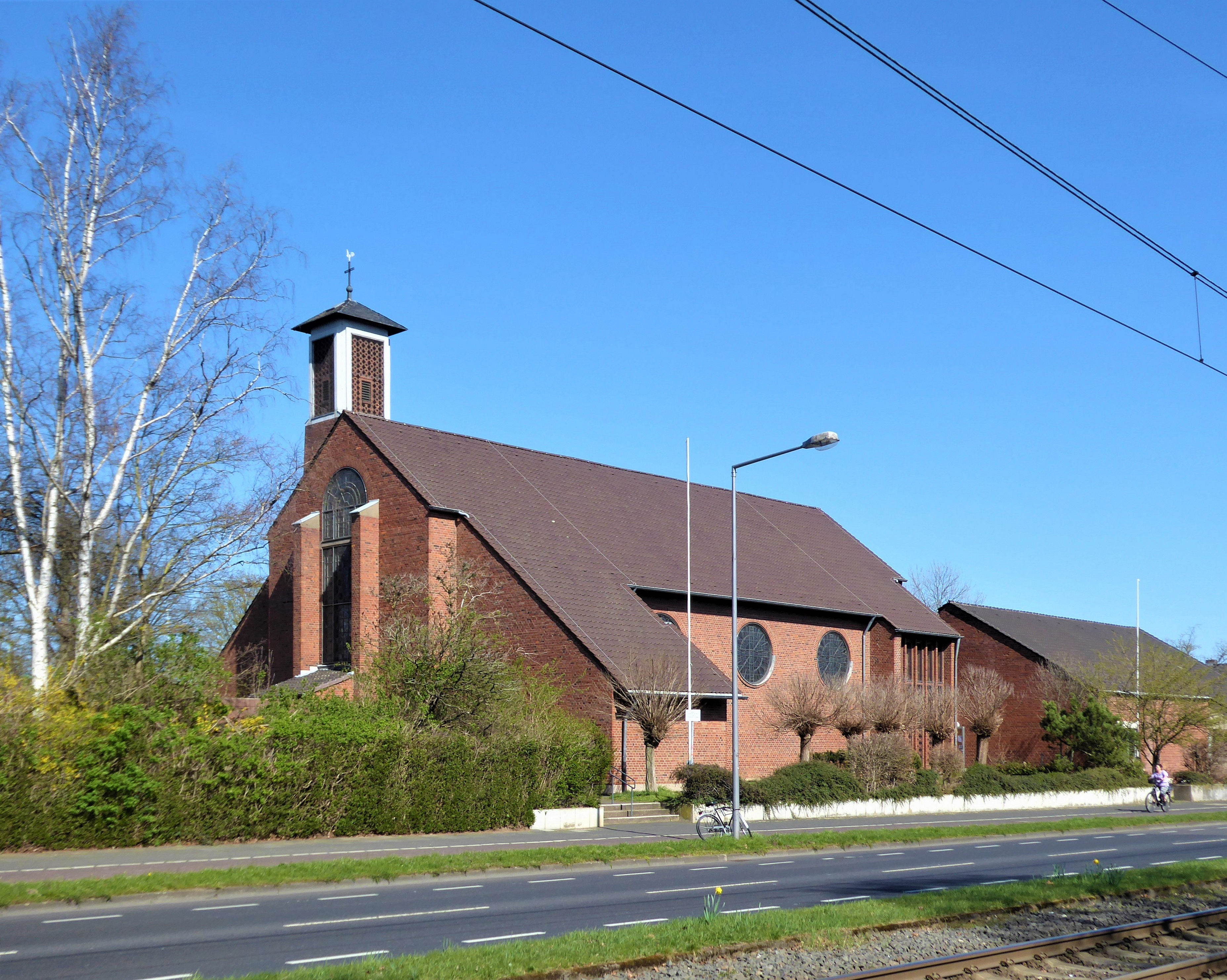
Christ König (Foto: 2021)

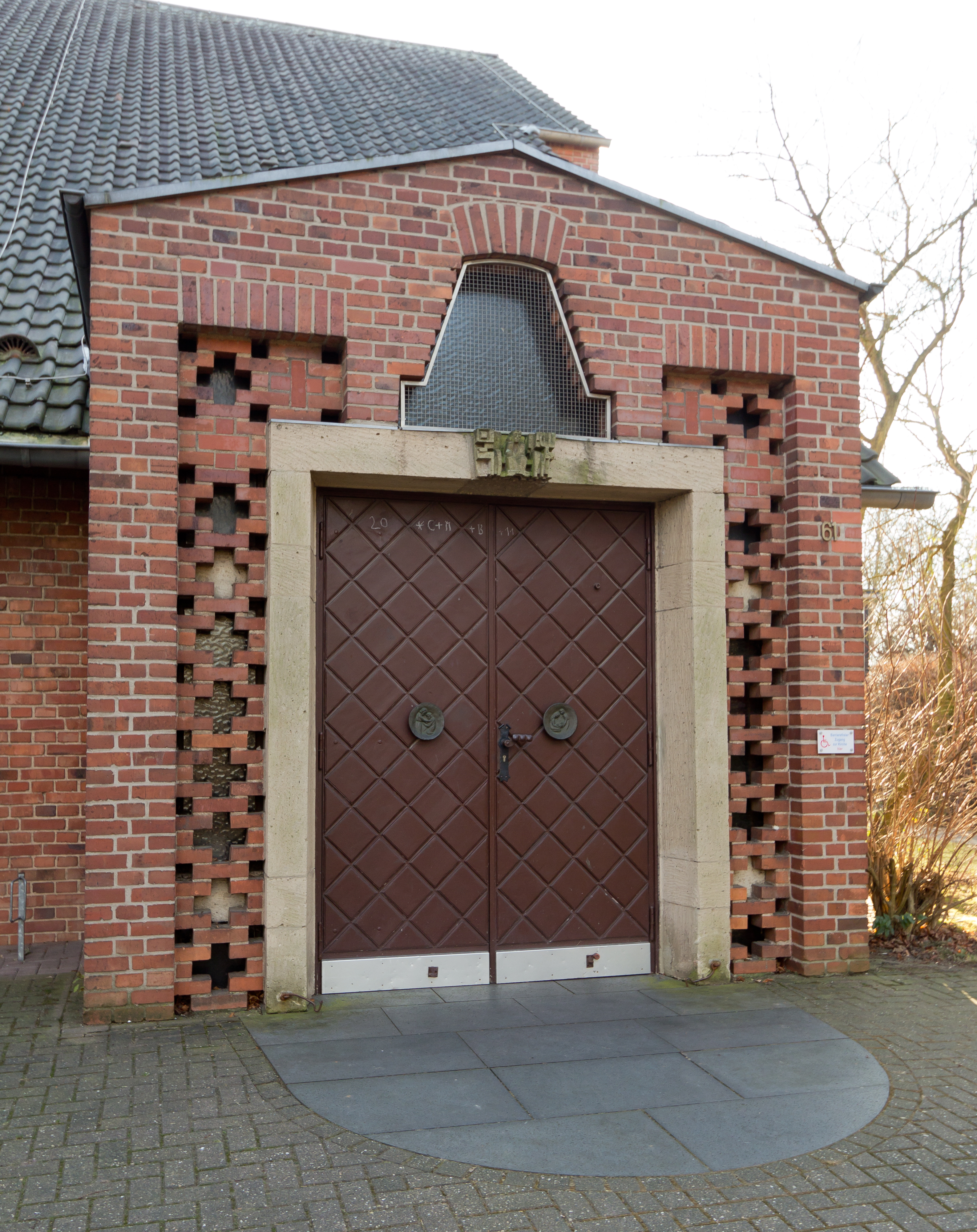
Eingangsportal (Foto: 2013)

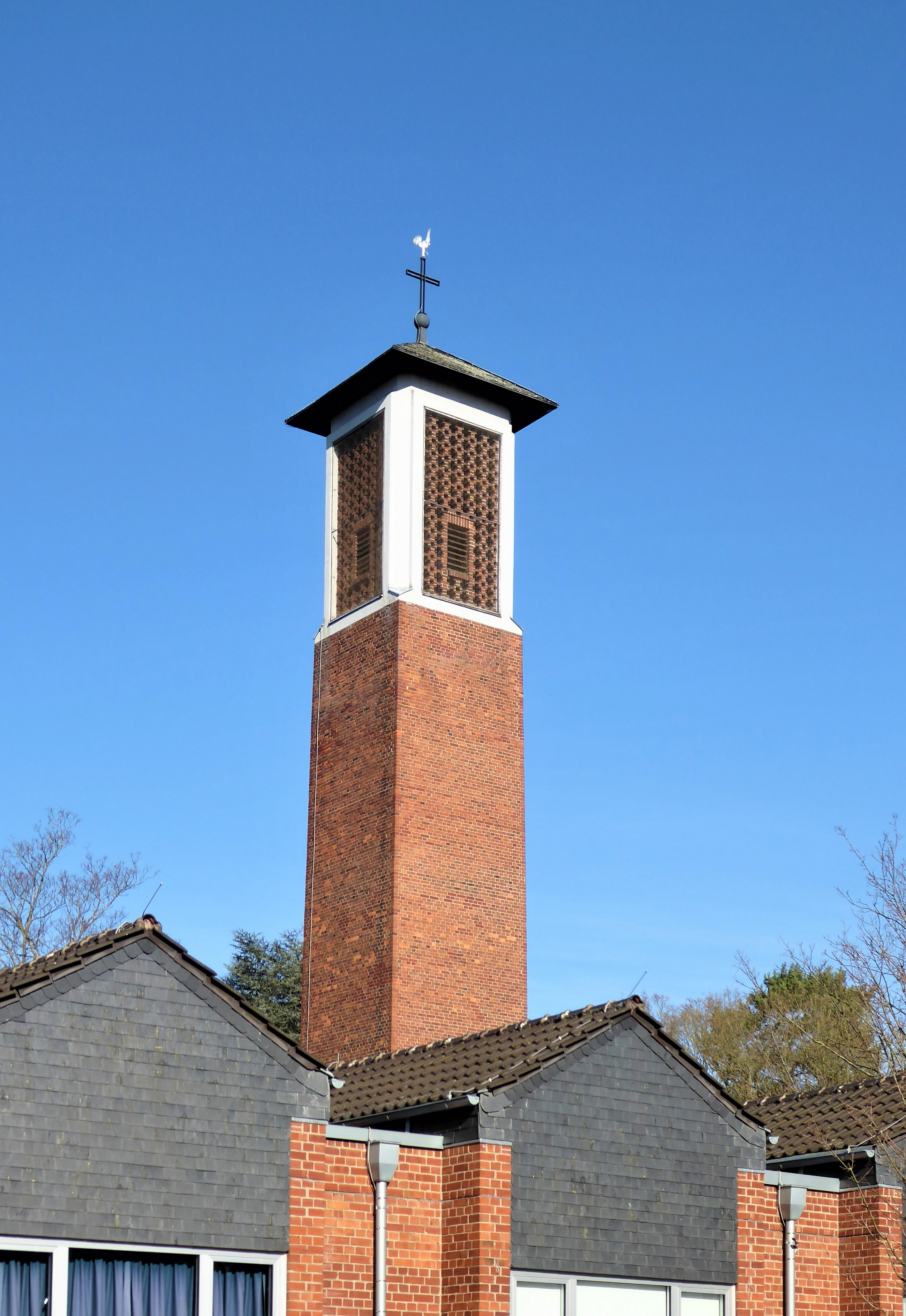
Kirchturm (Foto: 2021)

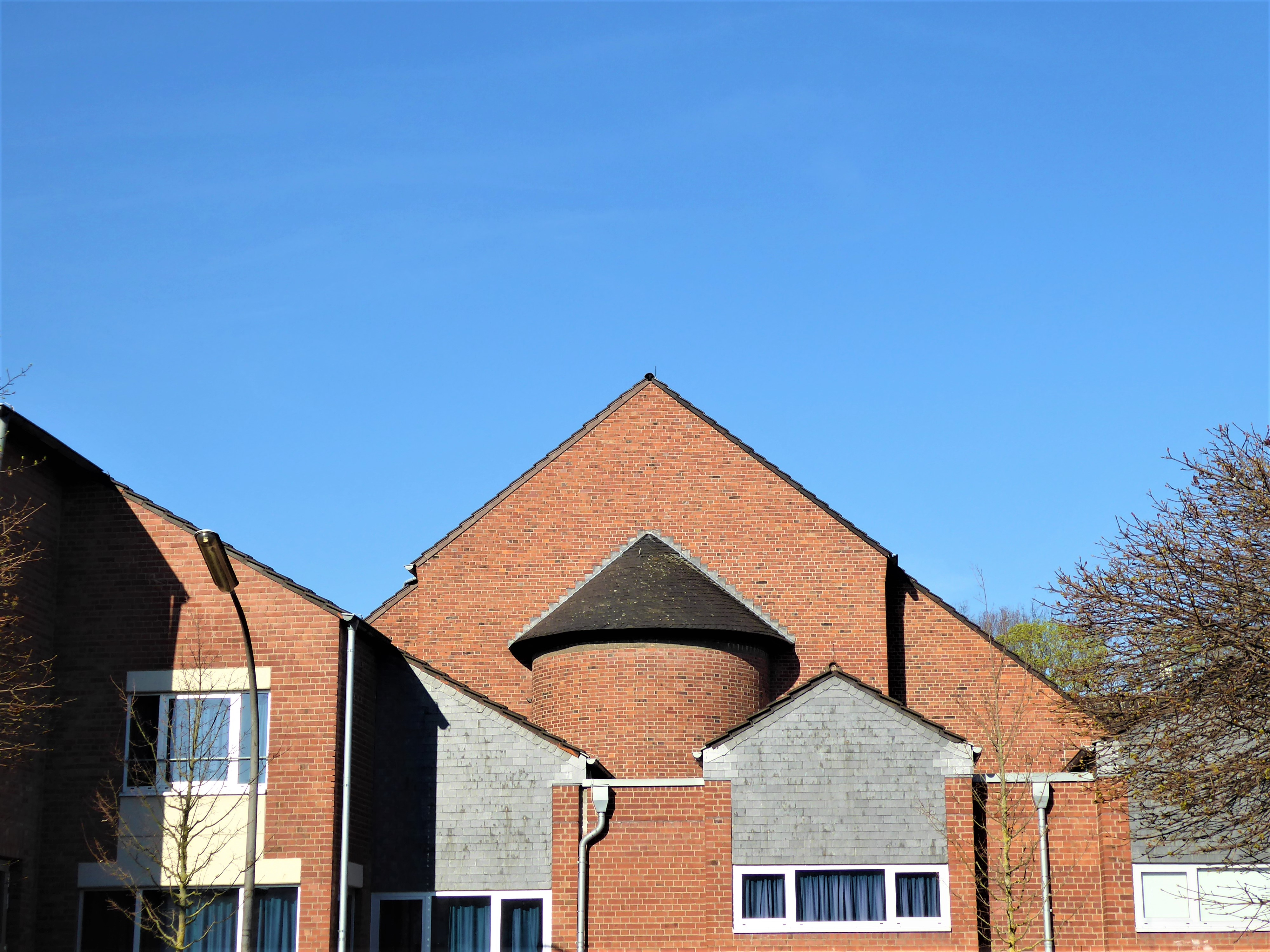
Apsis (Foto: 2021)

Christ König ist eine römisch-katholische Kirche im linksrheinischen Kölner Stadtteil Longerich. Sie gehört zum Pfarrverband Longerich/Lindweiler des Dekanats Köln-Nippes im Erzbistum Köln.

## Geschichte, Architektur und Ausstattung
Die von einer roten Backsteinfassade und einem einseitig heruntergezogenen Satteldach geprägte Kirche Christ König wurde 1951 nach Plänen des Kölner Architekten Fritz Schaller mit einem Kostenvolumen von 130.000 DM erbaut. Sie liegt in dem seit 1957 neu entstandenen Stadtteil Gartenstadt-Nord, einer großflächigen Wohnanlage im Süden von Longerich.
Die Grundsteinlegung erfolgte am 24. Mai 1951 durch den Stadtdechant Robert Grosche. Weihbischof Josef Ferche konsekrierte das Gotteshaus am 1. Mai 1952.
Über dem Innenraum erstreckt sich ein offener Dachstuhl. Diese charakteristische Bauform ist ein typisches Gestaltungsmerkmal der von Fritz Schaller entworfenen Kirchenbauten. Die Dachkonstruktion wird von vier V-förmigen Holzbindern, die den Innenraum in drei Kirchenschiffe unterteilen, getragen und symbolisiert den Stall von Bethlehem, weshalb die Kirche im Volksmund auch Weihnachtskirche genannt wird.
Die nach außen gewölbte Apsis im Osten folgt dem Stil der frühchristlichen Basiliken. Die Taufkapelle im Südwesten tritt aus der Mauerflucht hervor. Der Kölner Bildhauer Elmar Hillebrand fertigte nach den Entwürfen von Fritz Schaller den Altar, den Tabernakelunterbau und die Kanzel an, ebenso das ovale Taufbecken aus Muschelkalk mit geschnitztem Eichenholzdeckel, welches er selbst entwarf.
Das hängende Altarkreuz von 1951 ist ein Werk der deutschen Bildhauerin Hildegard Domizlaff. Von besonderer Bedeutung ist der Kreuzweg, der mit farbigen Wollfäden auf Leinen von Hand gestickt ist und 1977 nach einem Brandschaden aufwändig restauriert wurde.
Auf einem violetten Passionstuch sind die Leidenswerkzeuge Jesu zu sehen.
Die Orgelempore am Haupteingang wurde nachträglich nach Schallers Entwürfen ergänzt. Sie trägt eine Orgel mit 29 Registern, gebaut von der Orgelbaufirma Seifert in Kevelaer.

## Kirchenfenster
Alle Bleiglasfenster bis auf das Fenster im Altarraum sind Werke des Bildhauers und Glasmalers Ludwig Schaffrath von 1952. Die Fenster im Kirchenschiff sind Ornamentfenster. Das Fenster in der Rückwand zeigt Christus König über den vier Evangelistensymbolen. In dem Fenster im Altarraum ist ein Ornament mit den Symbolen Lorbeerkranz und Muschel dargestellt. Es wurde um 1980 von einem unbekannten Künstler geschaffen.

## Umstrukturierung der Kirchengemeinde
Zwischen den Kirchengemeinden Christ König und St. Bernhard bestand schon seit langem eine Kooperation in vielen Bereichen. Nach einem Beschluss der Kirchenvorstände und Pfarrgemeinderäte beider Gemeinden im Herbst 2002 vereinigten sich diese am 1. Januar 2004 zu einer einzigen Kirchengemeinde. Danach war die Kirche Christ König Pfarrkirche der neu entstandenen Gemeinde. Der Seelsorgebereich Köln-Longerich unternahm damit einen ersten Schritt zu der geforderten Umstrukturierung innerhalb der Erzdiözese Köln.
Am 1. Januar 2010 erfolgte die Fusion mit der Pfarrei St. Dionysius im alten Longericher Ortskern, seither ist diese Pfarrkirche, Christ König und St. Bernhard sowie die Marienkirche in Köln-Lindweiler sind Filialkirchen der neuen großen Gemeinde.

## Denkmalschutz
Die Pfarrkirche Christ König wurde am 18. Februar 1999 unter der Nummer 8387 in die Liste der Baudenkmäler im Kölner Stadtteil Longerich eingetragen.